# Richard Tauber
Richard Tauber (Linz, 16 maggio 1891 – Londra, 8 gennaio 1948) è stato un tenore austriaco, acclamato come uno dei più grandi cantanti del XX secolo.

## Biografia
Nacque in Austria da Elisabeth Seifferth, un'attrice che recitava come soubrette presso il locale teatro, e da Richard Tauber Anton, anche lui attore. I due non erano sposati e il padre venne a conoscenza della sua nascita mentre era in tour negli Stati Uniti. Essendo nato fuori dal matrimonio, gli venne dato il nome di Richard Denemy (Denemy era il cognome della madre da ragazza). Egli, nel corso della sua carriera, usò anche i nomi Ernst Seiffert, Carl Tauber e C. Richard Tauber in tempi diversi.
Richard accompagnò la madre in tour in diversi teatri, ma ebbe sempre difficoltà a frequentare regolari lezioni. Per questo, nel 1897, venne mandato a scuola a Linz, quando suo padre si occupò della sua educazione. Suo padre, che era ebreo e che si era convertito al cattolicesimo, sperava che Richard sarebbe diventato un sacerdote, ma il ragazzo era stato preso dall'emozione del teatro e raggiunse suo padre a Praga, e successivamente nel 1903 presso il teatro di Wiesbaden. Richard sperava di diventare un cantante, ma non riuscì a convincere una delle insegnanti con la quale fece un'audizione, probabilmente perché aveva scelto di cantare Wagner, per la cui musica la sua voce non era adatta. Di conseguenza, il padre lo iscrisse al Conservatorio Hoch a Francoforte sul Meno per studiare pianoforte, composizione e direzione d'orchestra, cose che gli vennero assai utili negli anni successivi. Egli realizzò rapidi progressi, ma in cuor suo sperava ancora di diventare un cantante. Mentre era a Friburgo con gli amici, gli capitò di essere ascoltato dal professor Carl Beines, che lo incoraggiò a cantare con più tranquillità e gli promise una buona carriera come tenore mozartiano.
Debuttò in pubblico durante un concerto a Friburgo il 17 maggio 1912. Nel 1913 suo padre fu nominato Intendente dello Stadt-Theater a Chemnitz e pertanto Richard ebbe l'opportunità di cantare il ruolo di Tamino in Die Zauberflöte  il 2 marzo 1913. Pochi giorni dopo cantò Max in Der Freischütz, una performance alla quale assisteva il barone Seebach del Teatro dell'Opera di Dresda, che gli offrì un contratto di cinque anni. Il barone incoraggiò Tauber a cantare in ruoli minori, con altre compagnie di canto, per ampliare la propria esperienza. Durante gli anni a Dresda, Tauber acquisì fama di studioso straordinariamente veloce: imparò il Faust di Charles Gounod in 48 ore, il ruolo di Bacco in Ariadne auf Naxos di Richard Strauss in un pomeriggio, e così via. La gente cominciò a chiamarlo "il Tenore SOS".
Nel 1921 debuttò alla Wiener Staatsoper come Don José in Carmen e poi come Pedro in Tiefland di Eugen d'Albert. Complessivamente apparve in 147 rappresentazioni viennesi. Fece apparizioni con la Staatsoper Unter den Linden di Berlino dove cantò in molte opere, tra cui Mignon, Faust, e opere contemporanee come  Der Evangelimann di Wilhelm Kienzl'. Fu durante questo periodo che iniziò a fare la prima delle oltre settecento incisioni per Grammophone, soprattutto per l'etichetta Odeon.
Nel 1922 per breve tempo cantò la parte di Armand in Frasquita di Franz Lehár al Theater an der Wien con modesto successo. Questa escursione nell'operetta venne snobbata da alcuni ma gli creò problemi in quanto gli fece trovare un nuovo pubblico. Né fece male alla sua voce come alcuni avevano temuto. Tauber era un troppo fine musicista per indulgere in cattive pratiche vocali in cerca di popolarità. Lanciò invece la carriera di Lehár come compositore di operette, che compose diverse opere di successo appositamente per la voce e il talento di Tauber. Questi pezzi di bravura erano inseriti, di solito, nel secondo atto e divennero informalmente noti come Tauberlieder. Tauber apparve anche in diversi film e fra essi il primo film sonoro tedesco I Kiss Your Hand, Madame (1929) con Marlene Dietrich e Harry Liedtke.

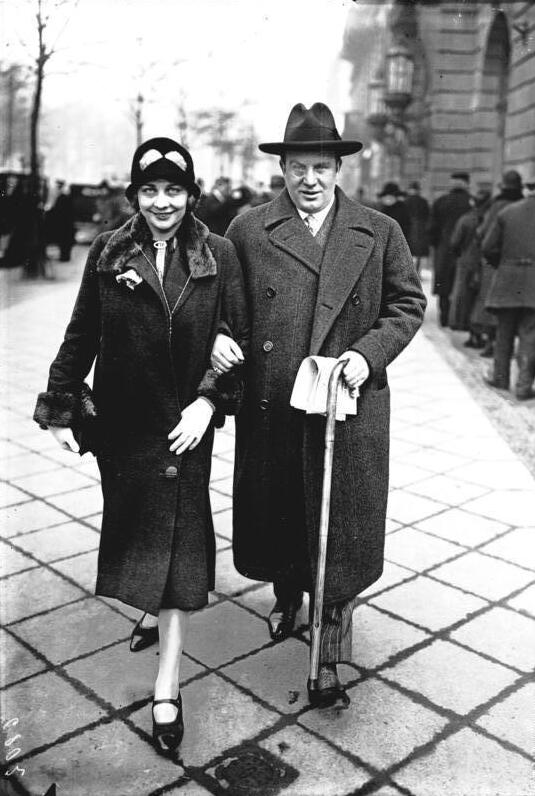
Richard Tauber con Carlotta Vanconti, ca. 1928.

Mentre era a Vienna, Tauber diresse di frequente l'orchestra del Theater an der Wien e fu qui che incontrò il soprano Carlotta Vanconti, che, appena divorziata dal marito italiano, sposò Tauber il 18 marzo 1926. Si separarono nel 1928 e divorziarono due anni più tardi, quando Tauber conobbe Mary Losseff a Berlino. Vissero insieme per circa cinque anni, Losseff divenne la sua musa e per lei scrisse Der singende Traum. Purtroppo, la carriera della Losseff si concluse quando cadde nel vortice dell'alcolismo, ma Tauber rimase il suo amico di una vita e la sostenne fino alla sua morte.
Nel 1931 debuttò a Londra nell'operetta e le apparizioni londinesi divennero un evento regolare, ma realizzò anche un giro negli Stati Uniti nello stesso anno. Nel 1933 venne assalito per strada da un gruppo di camicie brune naziste a causa della sua ascendenza ebraica e decise di lasciare la Germania per la natia Austria, dove continuò a cantare a Vienna fino all'Anschluss. Verso la metà degli anni trenta girò diversi film musicali in Inghilterra e alla prima del suo film Mimi, nel mese di aprile 1935, incontrò l'attrice inglese Diana Napier (1904-1982?). Si sposarono il 20 giugno 1936 e la Napier apparve in tre dei suoi film britannici: Heart's Desire (1935), Terra senza musica e Pagliacci (entrambi del 1936).
Nel 1938 fece il debutto operistico a Londra in Die Zauberflöte diretto da Sir Thomas Beecham. All'inizio di quell'anno il governo nazista della Germania annesse l'Austria e Tauber lasciò definitivamente il suo paese. In risposta, il governo nazista gli ritirò il passaporto e il diritto di residenza. Tauber chiese quindi la cittadinanza britannica. Era in tour in Sudafrica quando scoppiò la seconda guerra mondiale ed egli ritornò in Svizzera fino a quando non ricevette il passaporto che gli consentiva di entrare nel Regno Unito, nel 1940.
Nonostante avesse ricevuto offerte vantaggiose da parte degli Stati Uniti, rimase nel Regno Unito per tutta la guerra. Durante la guerra in Gran Bretagna non vennero allestiti spettacoli di opera ed egli cantò in concerto, diresse e registrò dischi e trasmissioni radiofoniche. Compose anche operette in inglese, assieme allo scrittore Fred S. Tysh, da una delle quali fu tratta Old Chelsea, che divenne uno dei suoi pezzi più popolari in lingua inglese. Soltanto queste registrazioni gli portarono delle royalty. Per le sue registrazioni precedenti era stato pagato per ogni prestazione ed egli era stato costretto a lasciare i suoi risparmi in Austria. Era ormai così paralizzato dall'artrite che poteva muoversi appena dal microfono per regolare l'espressione della voce. Venne quindi costruito un carrello con ruote in gomma con il quale gli ingegneri potevano silenziosamente spostarlo avanti e indietro durante la registrazione.
Nel 1946 si recò in tour in Canada. Nel 1947 Tauber si rivolse ad un medico a causa di una tosse persistente: gli venne diagnosticato un cancro al polmone: un polmone era già inutilizzato e l'altro quasi.

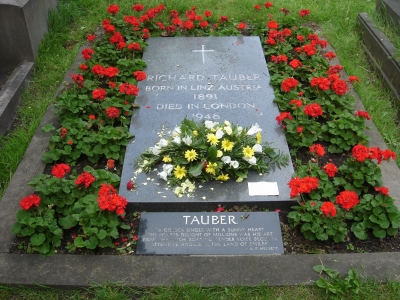
Lapide al cimitero di Brompton, Londra

Nel 1947 L'Opera di Vienna era a Londra per una breve stagione alla Royal Opera House, la prima dopo la guerra, e invitò Tauber a cantare una performance con la sua vecchia orchestra. Il 27 settembre cantò il ruolo di Don Ottavio in Don Giovanni. La sua esibizione fu seguita da fragorosi applausi e le registrazioni dal vivo di queste due arie sono sopravvissute fino ad oggi, testimoniando un tono caldo intatto e una buona linea, pur con fiati un po' accorciati. La sua carriera finì con Mozart, come era iniziata.
Una settimana dopo entrò in ospedale per la resezione del polmone sinistro, ma era troppo tardi: morì l'8 gennaio 1948. È sepolto nel cimitero di Brompton, Londra.
Tauber era dotato di una voce tenorile lirica e flessibile e cantava con un caldo ed elegante legato. Il suo eccellente controllo del respiro gli aveva dato una voce di testa meravigliosa e un crescendo e diminuendo, fino al pianissimo, di grande eleganza. Era elegante, in apparenza troppo, anche se aveva un leggero strabismo all'occhio destro che mascherava indossando un monocolo che accompagnava a un cappello a cilindro. Per molte persone divenne l'emblema del fascino viennese.

## Filmografia parziale
- Il bacillo dell'amore (Ich küsse Ihre Hand, Madame), regia di Robert Land (1928)
- Ich glaub' nie mehr an eine Frau, regia di Max Reichmann (1930)
- Das Land des Lächelns, regia di Max Reichmann (1930)
- L'ultima canzone (Melodie der Liebe), regia di Georg Jacoby (1932)
- Pagliacci, regia di Karl Grune (1936)